# Hans-Ulrich Schmincke

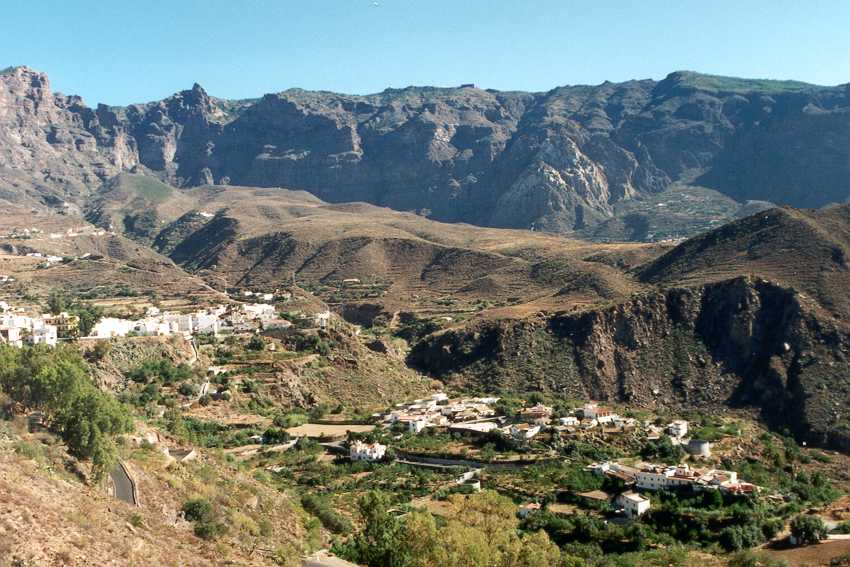
L'intérieur de la Grande Canarie, sujet des études de Hans-Ulrich Schmincke

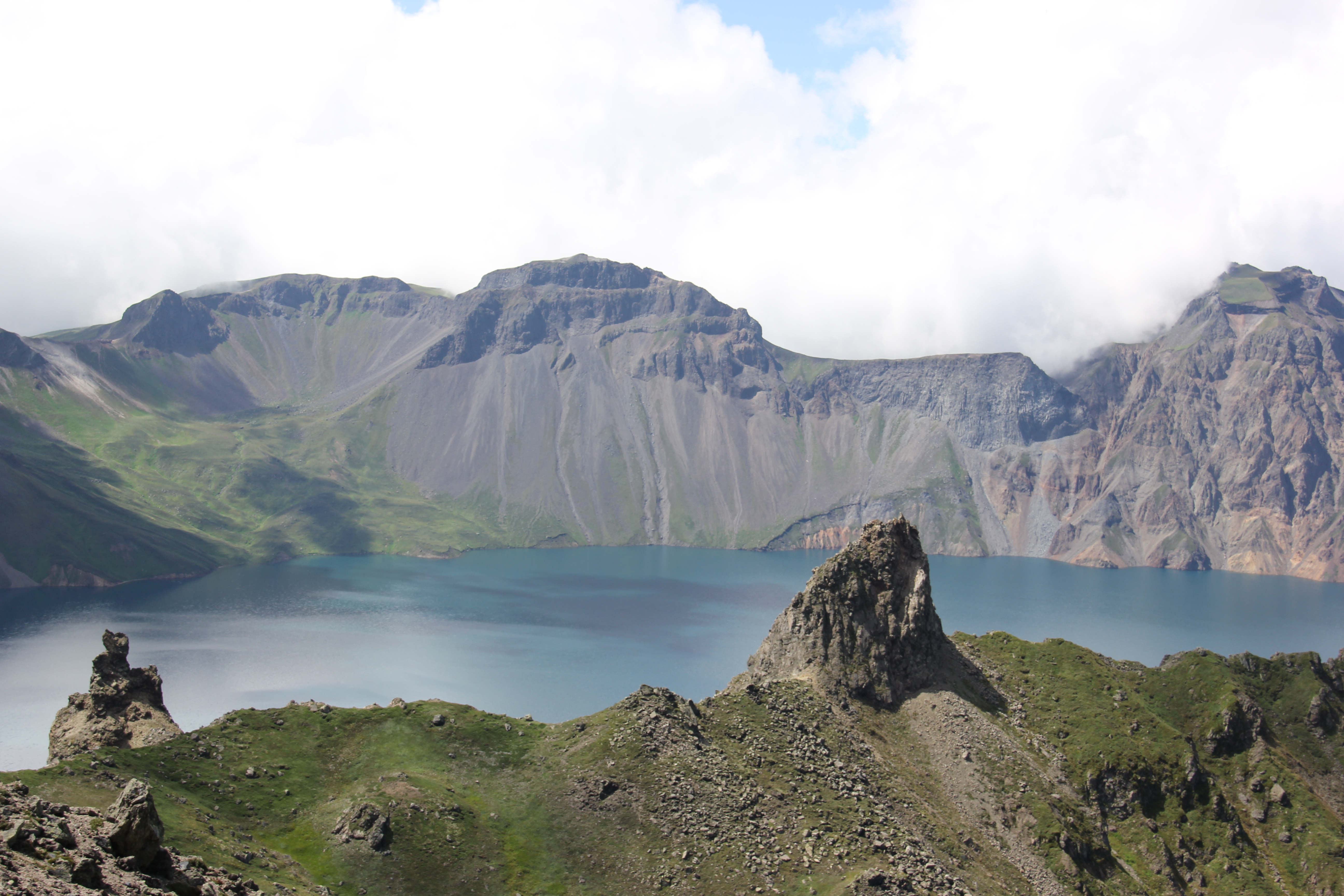
Caldeira du volcan Paektu à la frontière entre la Chine et la Corée du Nord

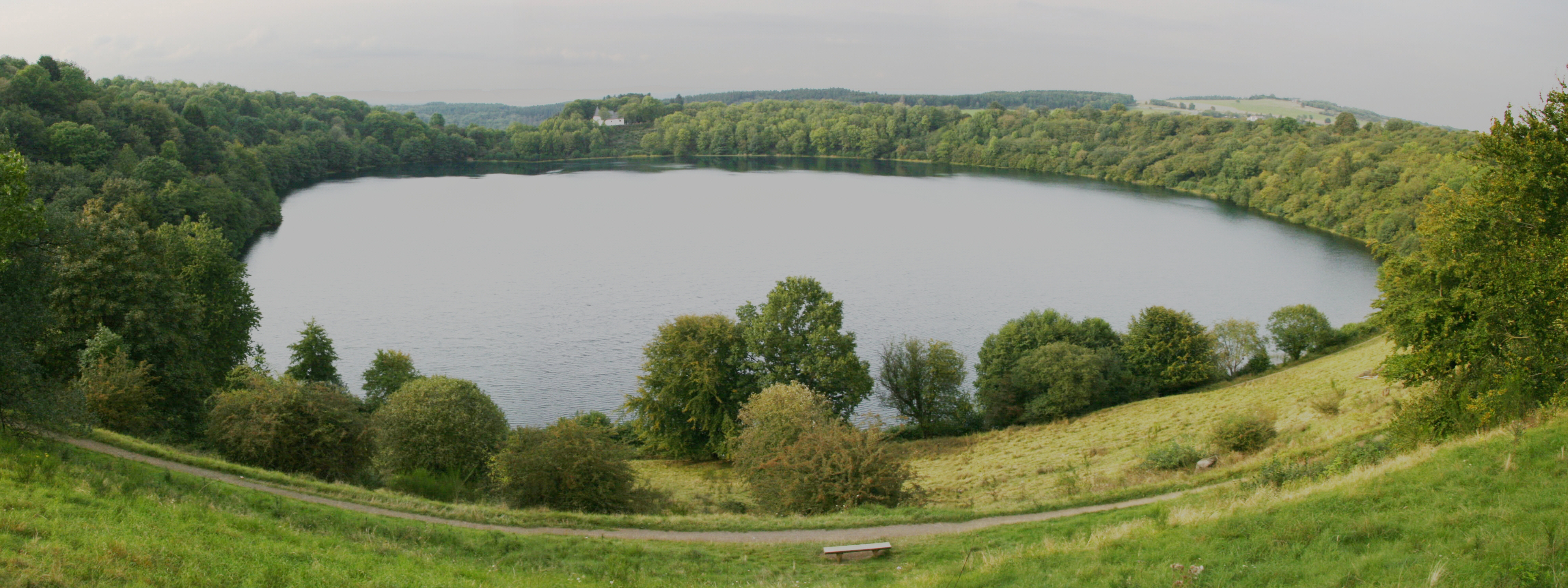
Weinfelder Maar, Eifel, Allemagne

Hans-Ulrich Schmincke, né le 21 octobre 1937 à Detmold et mort le 24 août 2024 à Kiel,, est un géologue allemand.

## Biographie
Hans-Ulrich Schmincke reçoit son abitur en 1957 au lycée Leopoldinum à Detmold et continue ses études dans les années suivantes (1957-1964) dans plusieurs universités en Allemagne et aux États-Unis : université de Göttingen, université de Fribourg-en-Brisgau, université technique de Rhénanie-Westphalie à Aix-la-Chapelle, université de Baltimore et université de Californie à Santa Barbara. Il choisit les disciplines géologie et pétrologie.
Après son habilitation en 1969 (géologie et pétrologie), il travaille de 1969 à 1990 comme professeur assistant et plus tard comme professeur à l'université de la Ruhr à Bochum en Allemagne.
De 1983 à 1991 il est aussi secrétaire général de l'Association internationale de volcanologie et de chimie de l'intérieur de la Terre (IAVCEI).
De 1990 à 2003, il travaille comme chef des facultés de volcanologie et pétrologie à l'institut IFM-GEOMAR de l'université Christian Albrecht de Kiel en Allemagne.

## Publications
Dans ses publications les plus importantes se trouve le livre Vulkanismus (Volcanisme), première édition en 1986, qui est encore un des livres les plus importants regardant ce sujet, traduit en plusieurs autres langues et souvent réédité.
Il est de plus le fondateur d'un des journaux les plus importants spécialisés en géologie, le Bulletin of Volcanology dont il fut aussi l'éditeur principal entre 1985 et 1995, et il a publié plus de 300 articles concernant la pétrologie et la volcanologie.

## Spécialisations
Entre autres, il conduisait des recherches concernant les volcans de l'Allemagne, particulièrement dans la région de l'Eifel,.
En plus, il travaillait souvent aux îles Canaries, p.ex. à Grande Canarie,,.
En 1993, il faisait un voyage en Chine pour travailler sur le terrain du volcan Paektusan.

## Prix
Il reçut beaucoup de prix pour sa recherche, dont en 1991 le prix Gottfried Wilhelm Leibniz, prix allemand le plus important dans les sciences naturelles.
En plus, on lui accorda les prix suivants : en 1993 la médaille Thorarinsson (en) de l'Association internationale de volcanologie et de chimie de l'intérieur de la Terre (IAVCEI),, en 2001 la médaille Hans-Stille (en) et en 2012 la médaille Gustav Steinmann (en).

## Livres
- Hans-Ulrich Schmincke, Vulkanismus, 3. überarbeitete Auflage. Wissenschaftliche Buchgesellschaft 2010,  (ISBN 978-3-89678-690-6).; en anglais : Hans-Ulrich Schmincke: Volcanism, scientific book company 2000,  (ISBN 35-3414-102-4)
- Hans-Ulrich Schmincke, Vulkane der Eifel - Aufbau, Entstehung und heutige Bedeutung, Spektrum-Akademischer Verlag 2009,  (ISBN 978-3-8274-2366-5).
- Hans-Ulrich Schmincke, Mari Sumita: Geological Evolution of the Canary Islands, Görres Verlag, Koblenz 2010,  (ISBN 3-8697-2005-0).